# Boulder Dash
Boulder Dash – seria komputerowych gier logiczno-zręcznościowych, w których celem jest zdobycie odpowiedniej liczby diamentów i odnalezienie wyjścia. Gra została napisana przez Petera Liepę i Chrisa Graya. Pierwsza wersja została wydana w 1984 pod tym samym tytułem (znana też jako Rockford) przez firmę First Star Software. Była ona przeznaczona m.in. na platformy Apple II, MSX oraz domowe komputery ZX Spectrum, Commodore 64 czy Atari 400/800, a później także na: NES, Acorn Electron, PC oraz Amstrad CPC.
W lipcu 2017 roku prawa do Boulder Dash zostały przeniesione z First Star Software do niemieckiej firmy BBG Entertainment.

## Elementy gry, na które trzeba uważać
1. kamienie i diamenty, które mogą spaść na postać
2. elementy, których nie można dotykać - duchy i motyle
3. sytuacje, w których zostaje się otoczonym kamieniami bądź granicą i nie ma możliwości wyjścia, jest to równoznaczne ze stratą życia.

## Podstawowe zasady gry
1. Kamienie i diamenty spadają jeśli pod nimi jest wolna przestrzeń.
2. Kamienie i diamenty nie mogą stać na sobie, jeśli nie są podtrzymywane z boku. Jeżeli pole znajdujące się obok i pole poniżej tego pola są wolne, to kamień lub diament spadnie po skosie (ześlizgnie się).
3. Kamienie mogą być odpychane w lewo lub w prawo, jeśli przed nimi lub za nimi jest pusta przestrzeń.
4. Po zniszczeniu postaci motylka, pola (3x3) wokół niego przemieniają się w diamenty.
5. Po zniszczeniu postaci duszka, powstaje wybuch niszczący wszystko na otaczających go polach.

## Pozostałe elementy gry
1. trawa
2. amoeba (lawa), rosnąca wraz z upływem czasu; jeśli zablokujesz amoebę dookoła, tak by nie mogła się już rozrastać lub uruchomisz "magiczny murek" - zamieni się ona w diamenty, lecz jeśli amoeba urośnie zbyt duża, zamieni się ona w kamienie
3. murek do zniszczenia - można go zniszczyć za pomocą duszka lub motylka. Niektóre murki są grubsze niż normalne murki i wymagają zabicia dwóch kolejnych duszków w celu ich przebicia. Element ten jest obecny tylko w bardziej zaawansowanych wydaniach tej gry.
4. murek magiczny - element zamieniający diamenty w kamienie i odwrotnie, działający tylko przez określony czas
5. murek niezniszczalny
6. wyjście - uruchamia się dopiero po zebraniu odpowiedniej liczby diamentów
7. slime (szlam) - powstrzymuje spadanie kamieni na pewien czas
8. duffy (boulder rash) - nieruchomy człowieczek, który zabija wszystkie duszki i motylki
9. skull (boulder rash) - nieruchoma czaszka, która po dotknięciu, zabija bohatera
10. rock butterfly (boulder rash) - motylek, po którego zniszczeniu, powstaje dziewięć kamieni.
11. bomb (boulder rash) - bomba, na którą jeśli spuścimy kamień, powstaje wybuch o szerokości i wysokości 3 pól

## Remake gry
W 1991 roku wydano remake gry – Supaplex. Gracz kieruje bohaterem o imieniu Murphy. Celem jest zebranie wszystkich infotronów (błyszczących przedmiotów) i dojściu do wyjścia (litery E). W tym zadaniu przeszkadzają kamienie (Zonki), nożyczki (Snick-Snacki), dyskietki i kilka innych, chociaż w niektórych poziomach staną się one naszymi sprzymierzeńcami. Gra składa się ze 111 poziomów o zróżnicowanym stopniu trudności. Maksymalnie można ominąć trzy plansze.